# محمد صدری
محمد صدری (زاده ۱۳۴۲ در تهران) تهیه کننده و کارگردان ایرانی است. او فارغ‌التحصیل رشته سینما از دانشگاه هنر و کارشناس ارشد پژوهش هنر از همان دانشگاه می‌باشد. او ۲۰ سال سابقه کار در زمینه تولید برنامه‌های مستند در اقصی نقاط جهان دارد. محمد صدری بازنشسته سازمان صدا و سیما است.

## فعالیت‌های اجرایی و هنری
از جمله فعالیت‌های اجرایی و هنری محمد صدری به موارد زیر می‌توان اشاره نمود:
- مدیر کل سابق مراکز سازمان صدا و سیما
- مدیر سابق طرح و تأمین برنامه شبکه ۵ سیما از ابتدای راه اندازی تا سال ۱۳۷۸
- مدیر سابق مرکز تحقیقات و مطالعات ماهواره‌ای
- تهیه‌کنندگی و کارگردانی برنامه‌های مختلف تلویزیونی شامل:

چندین مجموعه سریال تلویزیونی، جُنگ تلویزیونی، برنامه‌های مناسبتی، برنامه‌های اجتماعی، فرهنگی، سیاسی و اقتصادی
- همکاری با شبکه‌های اول، دوم، سوم، چهارم، پنجم، خبر و جام جم
- مدیریت طرح و تأمین برنامه سیمای برون مرزی
- مدیریت تولید و گروه مستند شبکه تهران
- مدیریت گروه انقلاب اسلامی و دفاع مقدس سیما فیلم
- مدیریت گروه فرهنگ، تاریخ و هنر شبکه دو سیما